# Dimas Lara Barbosa
Dimas Lara Barbosa (Boa Esperança, 1 de abril de 1956) é um bispo católico, atual arcebispo metropolitano da Arquidiocese de Campo Grande.

## Biografia
Cursou filosofia no Instituto de Filosofia São Bento, em São Paulo, e estudou teologia no Instituto de Teologia Sagrado Coração de Jesus, em Taubaté, tendo-se formado em 1988, ano em que recebeu sua ordenação presbiteral. Obteve o doutorado em teologia sistemática pela Universidade Gregoriana de Roma.
Graduou-se também em engenharia eletrônica pelo Instituto Tecnológico de Aeronáutica (ITA), em São José dos Campos, em 1979, tendo trabalhado como engenheiro no IAE - Instituto de Atividades Espaciais (atual Instituto de Aeronáutica e Espaço), do Centro Técnico de Aeronáutica, e na Ericsson do Brasil, em São José dos Campos.

### Presbiterato
Foi Pároco da Paróquia Imaculada Conceição de Eugênio de Mello, na Diocese de São José dos Campos. Vigário paroquial das paróquias Sant´Ana, São José e da Catedral de São Dimas, na Diocese de São José dos Campos. Foi professor e diretor do Seminário Propedêutico, vice-reitor do Seminário de Filosofia, professor do Instituto de Filosofia Santa Teresinha do Menino Jesus e, posteriormente, vice-reitor da Residência Teológica Padre Rodolfo, todos da Diocese de São José dos Campos. Professor do Instituto Teológico Sagrado Coração de Jesus, em Taubaté. Administrador paroquial da Paróquia Nossa Senhora do Perpétuo Socorro, na Diocese de São José dos Campos. De 2000 a 2003, a serviço da CNBB em Brasília, trabalhou como secretário no Instituto Nacional de Pastoral (INP) e como secretário da Comissão Episcopal de Doutrina.

### Episcopado
Sua nomeação episcopal se deu no dia 11 de junho de 2003, para bispo auxiliar de São Sebastião do Rio de Janeiro, sendo ordenado no dia 2 de agosto de 2003 em Boa Esperança, como bispo titular de Megalopolis in Proconsulari.
Foi membro delegado pela Conferência Nacional dos Bispos do Brasil (CNBB) à Quinta Conferência Geral do Episcopado Latino-americano e Caribenho, em 2007.
Na 45.ª Assembleia Geral da CNBB, ocorrida em Itaici, Indaiatuba, entre 1 e 9 de maio de 2007, foi eleito secretário-geral da CNBB para o período que se concluiu em 2011.
Foi considerado pela Revista Época como um dos 100 brasileiros mais influentes do ano de 2009.
No dia 4 de maio de 2011 foi elevado à dignidade de arcebispo pelo Papa Bento XVI, para a Arquidiocese de Campo Grande.
No dia 12 de maio de 2011 foi eleito presidente da Comissão Episcopal Pastoral para a Comunicação da CNBB, período a concluir-se em 2015.
Em 18 de maio de 2011, na cidade de Montevidéo, durante a 33.ª Assembleia Ordinária do CELAM, foi eleito o seu segundo Vice-Presidente, para o período a se concluir em 2015.

## Brasão e lema
Descrição: Campo de jalde com um gomil de goles vertendo um fluxo ondado de água de blau que atinge o pé do escudo; cortinado de blau com três espigas de trigo, de jalde, à dextra;  e um cacho de uvas de púrpura com folhas de sinopla nervadas e filetadas de jalde, à senestra.
O conjunto pousado sobre uma cruz  de ouro. O todo encimado pelo
chapéu eclesiástico forrado com seus cordões em cada flanco, terminados por seis borlas cada um, tudo de verde.
Brocante sobre a ponta da cruz, um listel de ouro com a legenda:  SERVIRE IN LÆTITIA, em letras de azul.
Interpretação: O campo jalde (forma paralela jalne, de etimologia francesa, que significa o  amarelo-vivo, da cor do ouro) representa um facho de luz vindo do céu a iluminar e alegrar o sacerdote que serve ao povo de Deus; o ouro representado pelo jalde simboliza nobreza, alegria (a alegria de servir), justiça, generosidade, autoridade, premência, descortino e constância; representa ainda o sol — no caso, o Sol da Justiça, Cristo Nosso Senhor, o Domingo, Dia do Senhor, e o mês de julho. Os que trazem este metal em seu escudo são obrigados a fazer o bem aos pobres e a defender seus superiores, em especial o Soberano Pontífice.
O gomil com a água vertente representa o episódio do Lava-pés (13 1:17), em que Nosso Senhor Jesus Cristo deu a seus discípulos o exemplo de humildade e serviço aos homens. O gomil sendo de goles (vermelho) simboliza o Fogo da Caridade inflamado no coração do Bispo pelo Divino Espírito Santo, valor e intrepidez; representa ainda a terça-feira, dia votivo dos Santos Anjos, e os meses de março (São José) e outubro (Santo Rosário). Os que possuem esta cor em seu brasão são obrigados a socorrer os injustiçados e oprimidos.
A água lembra a água viva brotada da rocha (Ex 17), e também o batismo (Ez 36, 24 - 28; Rm 6, 3-5; Mt 28,18 - 20), pelo qual somos libertos do pecado original. A água atingindo o pé do escudo também faz referência à passagem do Lava-pés, sendo de blau (palavra de etimologia francesa que significa a cor azul do esmalte dos brasões) simboliza justiça, serenidade, lealdade e fama, e representa também a sexta-feira, dia votivo da Paixão de Nosso Senhor e do Sagrado Coração de Jesus.  Os que trazem este esmalte em seus escudos são obrigados a socorrer os fiéis.
O cortinado de blau (azul) lembra o céu onde Deus habita com seus santos e anjos, concedendo ao seu servo força e alegria para que, vigilante, apascente o rebanho que lhe foi confiado; sendo de blau, tem o significado deste esmalte, acima descrito.
As espigas de trigo sendo tríplices honram a Santíssima Trindade, representando o maná que Deus enviou ao seu povo no deserto (Ex. 16) e a Santíssima Eucaristia, o Pão Vivo descido do Céu (Mt. 26 26-29; Mc. 14, 22-25; Lc. 22, 19-20; Jo. 13, 18-20); sendo de jalde, tem o significado deste metal.
O cacho de uva representa a matéria da qual se faz o vinho transubstanciado no santo Sacrifício da Missa, no preciosíssimo Sangue do Redentor, derramado na cruz. A videira é a planta símbolo da alegria. As uvas sendo de púrpura lembram o manto de Nossa Senhora das Dores, padroeira da cidade natal de Dom Dimas, Boa Esperança, sob cuja proteção o bispo pôs toda a sua vida sacerdotal. A cor púrpura significa dignidade, devoção, temperança, tranqüilidade e proteção à Santa Igreja, e representa a quinta-feira, dia da instituição da Sagrada Eucaristia e dia votivo do Divino Espírito Santo, bem como os meses de fevereiro e de novembro, nos quais a Igreja celebra, respectivamente, a Quaresma e o Advento). As folhas de sinopla simbolizam esperança, liberdade, abundância, honra, cortesia e amizade, e lembram a quarta-feira, dia votivo de São José, e o mês de maio, Mês de Maria. O seu perfilado e suas nervuras de ouro lembram ser esta a mais nobre das frutas. 
A cruz e o chapéu eclesiástico representam a dignidade episcopal. O ouro da cruz simboliza nobreza, autoridade, premência, generosidade, ardor e descortino.
O  listel de ouro extrai seu lema do Livro dos Salmos (Sl 99, 2-a ):  "SERVIRE IN LÆTITIA" (SERVIR COM ALEGRIA), confirmando bem ser a aspiração contínua da vida de Dom Dimas: servir aos homens para a glória de Deus e da Santa Igreja, dando eco às normas do Concílio Vaticano II, em especial ao Decreto Christus Dominus. As letras, sendo de azul, têm o significado acima descrito. 